# Marta Deskur
Marta Deskur (ur. 1962 w Krakowie) – polska artystka sztuk wizualnych, malarka i fotografka.

## Życiorys
Marta Deskur urodziła się w 1962 roku w Krakowie. W latach 1980–1982 studiowała na Akademii Sztuk Pięknych w Krakowie, a w latach 1983–1988 pracowała w Teatrze Stu. W latach 1983–1988 studiowała w szkole artystycznej École des Beaux-Art w Aix-en-Provence we Francji. Dyplom National Superieur d`exspresion plasique. W latach 1989–1990 prowadziła zajęcia z rysunku w tej szkole.
Wieloletnia członkini Obywatelskiego Forum Sztuki Współczesnej (OFSW). W 2009 utworzyła Komitet Obywatelski na rzecz Polityki Kulturalnej Krakowa.  
Artystka mieszka i pracuje w Krakowie oraz w Rudniku nad Sanem.

## Twórczość
We wczesnych latach 90. zajmowała się malarstwem, później zajęła się fotografią i sztuką wideo. W swoich pracach porusza tematy takie jak: śmierć, rodzina, a także religia – chrześcijańska i muzułmańska.
Jej prace znajdują się m.in. w zbiorach: Muzeum Narodowego w Warszawie, Muzeum Sztuki w Łodzi, Centrum Sztuki Współczesnej Zamek Ujazdowski w Warszawie, Narodowej Galerii Sztuki Zachęta w Warszawie, Museum Bochum (Niemcy), Sonje Museum of Contemporary Arts Collection (Korea), Galerii Potocka w Krakowie, Galerii Arsenał w Białymstoku.
Związana z Galerią Starmach i Galerią Le Guern. 

## Stypendia[3]
- 2012 – stypendium Ministra Kultury i Dziedzictwa Narodowego
- 2006 – stypendium rezydencyjne rządu francuskiego
- 2002–2003 – rezydentka Philip Morris Kunstforderung w Künstlerhaus Bethanien w Berlinie
- 2001 – Stypendium Location One Gallery – Artist in residence, Nowy Jork
- 2000 – stypendium Künstlerdorf Schoppingen, Niemcy
- 1992 – Artist in residence w Escuela de Deseno, Altos de Chavon, Dominikana
- 1986 – pobyt studyjny w School of Visual Arts, Bristol

## Wystawy[3]

### Wystawy indywidualne
- 2009 – Zabrania się zabraniać, Gdańska Galeria Fotografii, Gdańsk
- 2009 – Między innymi o kobiecie, Bałtycka Galeria Sztuki, Słupsk
- 2007 – Opowieści zwięzłe i dalej: epitafium, Galeria Klimy Bocheńskiej, Warszawa; Nowe Jeruzalem, Galeria Starmach, Kraków
- 2006 – Not to be touche, Minoriten Kultur Graz
- 2004 – Fanshon, Galeria Le Guern, Warszawa
- 2002 – Dziewice, Galeria Potocka, Kraków
- 2001 – New Baby?, Location One Gallery, Nowy Jork
- 2000 – Rodzina, Galeria Bunkier Sztuki, Kraków
- 1999 – Rodzina, Galeria Arsenał, Białystok; Nawiedzeni, Galeria Potocka, Kraków
- 1998 – To jest Klara, a to jest Pico, Galeria Sztuki Współczesnej Zachęta, Warszawa[8]
- 1997 – Memory – Hasła, Galeria Krzysztofory, Kraków
- 1996 – Human clear, Centrum Sztuki Współczesnej Zamek Ujazdowski, Warszawa
- 1995 – Irelalacje, Galeria Kronika, Bytom, Galeria Grodzka, Lublin
- 1994 – Au–Dela da Maria – Madleine, Galeria Zderzak, Kraków
- 1993 – Modus, Galeria Zderzak, Kraków

### Wystawy zbiorowe
- 2024 – Chcemy całego życia. Feminizmy w sztuce polskiej, PGS w Sopocie[9]
- 2009 – Nieodkryte, niewypowiedziane, Nowy Teatr, Warszawa
- 2009 – Der Katholische Faktor, Historisches Museum, Regensburg
- 2008 – Efekt czerwonych oczu, CSW Zamek Ujazdowski, Warszawa
- 2007 – Bliskość, Galeria Leto, Warszawa
- 2006 – Nomadowie współczesności, Centrum Sztuki Współczesnej Łaźnia, Gdańsk
- 2005 – Sygnał, Muzeum Architektury, Wrocław
- 2004 – Art Unlimited, Art Basel, Bazylea
- 2003 – Biały Mazur, Neuer Berliner Kunstverein, Berlin
- 2001 – Irreligia, Museum Atelier 340, Bruksela
- 2000 – Negocjatorzy sztuki. Wobec rzeczywistości, Centrum Sztuki Współczesnej Łaźnia, Gdańsk
- 1995 – New I's for New Years, Künstlerhaus Bethanien, Berlin